# Conus torquatus
Conus torquatus é uma espécie de gastrópode do gênero Conus, pertencente à família Conidae.